# Землетрус в Італії 24 серпня 2016 року
Землетрус в Італії 24 серпня 2016 року — землетрус силою 6.3 бали за шкалою Ріхтера, стався о 03.36 ранку за місцевим часом у центральній Італії поблизу міста Норчія, в 75 км на південний схід від Перуджі, в 45 км на північ від міста Л'Акуіла і 116 км на північний схід від Рима. За даними Геологічної служби США, осередок землетрусу залягав на глибині 6,2 км, а магнітуда склала 5,9 за шкалою Ріхтера.
За попередніми даними, в результаті землетрусу загинуло близько 120 людей, зруйновані значне число будинків, руйнувань зазнали дороги, через що рятувальним службам складно дістатися місця завалів через зсуви і серйозно пошкоджену інфраструктуру. Пізніше повідомили, що кількість жертв зросла до 247, в країні оголошений надзвичайний стан.
Епіцентр землетрусу розташовувався за два кілометри від Аккумолі в провінції Рієті (регіон Лаціо). Наступні підземні поштовхи були зафіксовані в 04.32 і 04.33. Вони відчувалися і в столиці країни Римі.
Після землетрусу спостерігаються численні афтершоки. Зокрема, поблизу італійського міста Аркуата-дель-Тронто (область Марке) 28.08.2016 в 17.55 був зафіксований новий підземний поштовх магнітудою 4,4 бала. Епіцентр чергового підземного поштовху був розташований за 7 км від Аркуата-дель-Тронто на глибині 9 кілометрів. Коливання земної кори відчувалися і в Римі. Нових жертв і руйнувань немає.